# Spoom
Le spoom est un dessert glacé, d’origine anglaise. Il a une consistance de mousse. On le retrouve dans l’œuvre d’Alexandre Dumas, dans les Huit menus dressés par Adolphe Dugléré du Café Anglais.
Il est préparé à partir de jus de fruits, de vin, de xérès ou de porto et servi dans un grand verre (avec quelques cuillères à soupe de champagne versées dessus). Son nom vient de l'italien spuma qui signifie « mousse ». En Italie, le spumoni est une glace légère et mousseuse à base de blancs d'œufs, d'un arôme et de crème fouettée.